# Стоґневиці
Стоґневиці (пол. Stogniewice) — село в Польщі, у гміні Рихталь Кемпінського повіту Великопольського воєводства.
Населення — 115 осіб (2011).
У 1975-1998 роках село належало до Каліського воєводства.

## Демографія
Демографічна структура станом на 31 березня 2011 року:
|          | Загалом | Допрацездатний вік | Працездатний вік | Постпрацездатний вік |
| -------- | ------- | ------------------ | ---------------- | -------------------- |
| Чоловіки | 62      | 14                 | 43               | 5                    |
| Жінки    | 53      | 10                 | 31               | 12                   |
| Разом    | 115     | 24                 | 74               | 17                   |